# Pyrgá
Pyrgá är en ort i Cypern.   Den ligger i distriktet Eparchía Lárnakas, i den östra delen av landet, 28 km söder om huvudstaden Nicosia. Pyrgá ligger 300 meter över havet och antalet invånare är 812. Den ligger på ön Cypern.
Terrängen runt Pyrgá är kuperad åt sydost, men åt nordväst är den platt. Terrängen runt Pyrgá sluttar österut. Trakten runt Pyrgá är ganska glesbefolkad, med 34 invånare per kvadratkilometer. Närmaste större samhälle är Larnaca, 17,4 km öster om Pyrgá. Trakten runt Pyrgá är i huvudsak ett öppet busklandskap.